# 1824 (numero)
Milleottocentoventiquattro (1824) è il numero naturale dopo il 1823 e prima del 1825.

## Proprietà matematiche
- È un numero pari.
- È un numero composto da 24 divisori: 1, 2, 3, 4, 6, 8, 12, 16, 19, 24, 32, 38, 48, 57, 76, 96, 114, 152, 228, 304, 456, 608, 912, 1824. Poiché la somma dei suoi divisori (escluso il numero stesso) è 3216 > 1824, è un numero abbondante.
- È esprimibile come somma di una serie di quadrati consecutivi: 1824 = 102 + 112 + 122 + 132 + 142 + 152 + 162 + 172 + 182.
- È un numero rifattorizzabile in quanto divisibile per il numero dei propri divisori.
- È un numero semiperfetto in quanto pari alla somma di alcuni (o tutti) i suoi divisori.
- È un numero pratico.
- È un numero malvagio.
- È parte delle terne pitagoriche (315, 1824, 1851), (430, 1824, 1874), (532, 1824, 1900), (760, 1824, 1976), (868, 1824, 2020), (1368, 1824, 2280), (1782, 1824, 2550), (1824, 1943, 2665), (1824, 2090, 2774), (1824, 2432, 3040), (1824, 2600, 3176), (1824, 2993, 3505), (1824, 3420, 3876), (1824, 4140, 4524), (1824, 4693, 5035), (1824, 5320, 5624), (1824, 5632, 5920), (1824, 6370, 6626), (1824, 7182, 7410), (1824, 8568, 8760), (1824, 10868, 11020), (1824, 11480, 11624), (1824, 12932, 13060), (1824, 14535, 14649), (1824, 17280, 17376), (1824, 21850, 21926), (1824, 23068, 23140), (1824, 25960, 26024), (1824, 34632, 34680), (1824, 43757, 43795), (1824, 46190, 46226), (1824, 51968, 52000), (1824, 69300, 69324), (1824, 92407, 92425), (1824, 103960, 103976), (1824, 138618, 138630), (1824, 207932, 207940), (1824, 277245, 277251), (1824, 415870, 415874), (1824, 831743, 831745).

## Astronomia
- 1824 Haworth è un asteroide della fascia principale del sistema solare.

## Astronautica
- Cosmos 1824 è un satellite artificiale russo.